# Niaqornaarsuk
Niaqornaarsuk är en bygd i området Västra Grönland tillhörande staden Kangaatsiaq. Namnet betyder "det rätt stora huvudliknande" på grönländska.
Bygden har runt 360 invånare och blir därför en av landets sju största bygder.